# Odontorchilus branickii
Odontorchilus branickii е вид птица от семейство Troglodytidae.

## Разпространение
Видът е разпространен в Боливия, Еквадор, Колумбия и Перу.